# Пужоль, Хуан
Хуан (Жоан) Пужоль Гарсия (кат. Joan Pujol i García; 14 февраля 1912, Барселона, Испания — 10 октября 1988, Каракас, Венесуэла) — двойной агент во время Второй мировой войны, известен под британским агентурным псевдонимом Гарбо и немецким агентурным псевдонимом Аларик. Пужоль получил награды от обеих воюющих сторон, Великобритания наградила его орденом Британской империи (MBE), а Германия — Железным крестом.

## Биография
Пужоль родился в Барселоне 14 февраля 1912 года (или, возможно, 28 февраля 1912 года). Его отец владел фабрикой по производству краски. Хуан был третьим из четверых детей.
В возрасте семи лет поступил в школу-интернат Вальдемия, в 32 км от Барселоны. Хуан учился в этой школе четыре года. Учащимся было разрешено покидать пределы школы только по воскресеньям, при условии, что к ним приезжали гости, поэтому его отец каждую неделю совершал поездки к Хуану. В возрасте тринадцати лет Хуан перешёл в школу, находящуюся в Барселоне, и проучился в ней три года. После ссоры с учителем он бросил учёбу и нанялся учеником продавца в магазин.
Его отец умер в 1931 году. Семья была хорошо обеспечена, но в начале гражданской войны в Испании фабрика была передана работникам.
Во время гражданской войны Пужоль с женой пытались наладить сотрудничество с британскими и американскими спецслужбами, но те отказались от его услуг. Не оставив надежды быть им полезным, Хуан Пужоль создал образ фанатично преданного диктатуре чиновника и стал агентом абвера. Получив приказ выехать в Великобританию и завербовать дополнительных агентов, он переехал в Лиссабон, где создавал поддельные отчёты, данные для которых брались из общедоступных источников, включая путеводитель по Британии, расписания поездов, кинохронику и рекламные объявления в прессе. Несмотря на то, что передаваемая им информация не смогла бы пройти тщательную проверку, Пужоль приобрёл репутацию заслуживающего доверия агента. Для возможного объяснения причин обнаружения германской разведкой ложной информации и ошибок он «сформировал» агентурную сеть, на которую можно было переложить ответственность.
Британская контрразведка МИ-5 приняла предложение Пужоля о сотрудничестве, после того как немцы затратили значительные ресурсы, пытаясь выследить вымышленный им конвой. Пужоль с семьёй переехал в Британию, где он получил агентурный псевдоним Гарбо. Хуан и его помощник Томас (Томми) Харрис всю оставшуюся часть войны расширяли вымышленную агентурную сеть, которая к концу войны «состояла» из двадцати семи вымышленных агентов.
Пужоль сыграл ключевую роль в успехе операции Fortitude по вводу в заблуждение германского командования о времени и месте вторжения войск союзников в 1944 году в Нормандии. В преддверии высадки морского десанта союзных (британских, американских и канадских) войск в оккупированной Германией Нормандии, известной как Операция «Нептун», работа Пужоля по дезинформации командования Рейха помогла убедить немцев в том, что союзническое вторжение должно произойти в проливе Па-де-Кале, в 249 км от Нормандии. Это не позволило сосредоточить войска нацистской Германии в районе Нормандии, а затем и вовремя перебросить их из района Кале.
Жена Пужоля очень тосковала по Испании. Однажды в 1943 году во время ссоры с ним она в присутствии сотрудника МИ-5 пригрозила пойти в испанское посольство и рассказать о работе мужа на британскую контрразведку. После этого Пужоль сымитировал собственный арест, к которому якобы привела выходка жены. Когда жена навестила Пужоля в лагере для подозреваемых в шпионаже, то согласилась помогать ему работать на британцев, а её предупредили, что если она будет вновь создавать проблемы, то её арестуют.
После войны Пужоль перебрался в Венесуэлу, где жил до смерти в октябре 1988 года.